# Belgium a 2022. évi téli olimpiai játékokon
Belgium a kínai Pekingben megrendezett 2022. évi téli olimpiai játékok egyik részt vevő nemzete volt. Az országot az olimpián 8 sportágban 19 sportoló képviselte, akik összesen 2 érmet szereztek. Belgium 74 év után, az 1948-as műkorcsolya páros versenye óta először nyert aranyérmet a téli olimpián.

## Alpesisí
Férfi
| Versenyző             | Versenyszám      | 1. futam      | 1. futam      | 2. futam      | 2. futam      | Összesítés    | Összesítés    |
| Versenyző             | Versenyszám      | Idő           | Hely.         | Idő           | Hely.         | Idő           | Helyezés      |
| --------------------- | ---------------- | ------------- | ------------- | ------------- | ------------- | ------------- | ------------- |
| Sam Maes              | Óriás-műlesiklás | nem ért célba | nem ért célba | kiesett       | kiesett       | kiesett       | kiesett       |
| Sam Maes              | Műlesiklás       | nem ért célba | nem ért célba | kiesett       | kiesett       | kiesett       | kiesett       |
| Dries Van den Broecke | Óriás-műlesiklás | nem ért célba | nem ért célba | kiesett       | kiesett       | kiesett       | kiesett       |
| Dries Van den Broecke | Műlesiklás       | 56,77         | 27.           | nem ért célba | nem ért célba | nem ért célba | nem ért célba |
| Armand Marchant       | Műlesiklás       | 56,13         | 24.           | 51,72         | 22.           | 1:47,85       | 22.           |

## Biatlon
Férfi
| Versenyző                                                       | Versenyszám            | Időeredmény | Lövőhiba    | Helyezés |
| --------------------------------------------------------------- | ---------------------- | ----------- | ----------- | -------- |
| Cesar Beauvais                                                  | 10 km sprint           | 30:06,8     | 4 (1+3)     | 94.      |
| Cesar Beauvais                                                  | 20 km egyéni indításos | 1:02:50,5   | 7 (1+1+1+4) | 91.      |
| Florent Claude                                                  | 10 km sprint           | 27:35,1     | 4 (1+3)     | 84.      |
| Florent Claude                                                  | 20 km egyéni indításos | 57:11,2     | 5 (0+2+3+0) | 75.      |
| Tom Lahaye-Goffart                                              | 10 km sprint           | 28:15,1     | 1 (1+0)     | 91.      |
| Tom Lahaye-Goffart                                              | 20 km egyéni indításos | 1:02:26,2   | 7 (2+1+3+1) | 90.      |
| Thierry Langer                                                  | 10 km sprint           | 26:59,8     | 1 (1+0)     | 67.      |
| Thierry Langer                                                  | 20 km egyéni indításos | 57:18,3     | 5 (1+1+2+1) | 77.      |
| Cesar Beauvais Florent Claude Tom Lahaye-Goffart Thierry Langer | 4 × 7,5 km váltó       | lekörözték  | lekörözték  | 20.      |

Női
| Versenyző | Versenyszám            | Időeredmény | Lövőhiba    | Helyezés |
| --------- | ---------------------- | ----------- | ----------- | -------- |
| Lotte Lie | 7,5 km sprint          | 23:41,1     | 3 (3+0)     | 64.      |
| Lotte Lie | 15 km egyéni indításos | 45:36,9     | 4 (1+2+0+1) | 45.      |

## Bob
Női
| Versenyző                      | Versenyszám | 1. futam | 1. futam | 2. futam | 2. futam | 3. futam | 3. futam | 4. futam | 4. futam | Összesítés | Összesítés |
| Versenyző                      | Versenyszám | Idő      | Hely.    | Idő      | Hely.    | Idő      | Hely.    | Idő      | Hely.    | Idő        | Helyezés   |
| ------------------------------ | ----------- | -------- | -------- | -------- | -------- | -------- | -------- | -------- | -------- | ---------- | ---------- |
| Sara Aerts An Vannieuwenhuyse* | Kettes      | 1:02,08  | 17.      | 1:02,12  | 12.      | 1:02,11  | 12.      | 1:02,27  | 14.      | 4:08,58    | 15.        |

* – a bob vezetője

## Gyorskorcsolya
Férfi
| Versenyző     | Versenyszám | Eredmény | Helyezés |
| ------------- | ----------- | -------- | -------- |
| Bart Swings   | 1500 m      | 1:45,82  | 13.      |
| Bart Swings   | 5000 m      | 6:16,90  | 7.       |
| Bart Swings   | 10 000 m    | 13:02,43 | 10.      |
| Mathias Vosté | 1000 m      | 1:10,22  | 27.      |
| Mathias Vosté | 1500 m      | 1:49,93  | 29.      |

Női
| Versenyző    | Versenyszám | Eredmény | Helyezés |
| ------------ | ----------- | -------- | -------- |
| Sandrine Tas | 500 m       | 39,37    | 28.      |
| Sandrine Tas | 1000 m      | 2:03,39  | 29.      |

Tömegrajtos
| Versenyző    | Versenyszám | Elődöntő | Elődöntő | Elődöntő | Döntő   | Döntő   | Helyezés                 |
| Versenyző    | Versenyszám | Pont     | Idő      | Hely.    | Pont    | Idő     | Helyezés                 |
| ------------ | ----------- | -------- | -------- | -------- | ------- | ------- | ------------------------ |
| Bart Swings  | Férfi       | 44       | 7:56,74  | 2.       | 63      | 7:47,11 | 1. helyezett, aranyérmes |
| Sandrine Tas | Női         | 0        | 8:37,77  | 12.      | kiesett | kiesett | 24.                      |

## Műkorcsolya
| Versenyző       | Versenyszám | Rövid program | Rövid program | Kűr    | Kűr   | Összesítés | Összesítés |
| Versenyző       | Versenyszám | Pont          | Hely.         | Pont   | Hely. | Pont       | Helyezés   |
| --------------- | ----------- | ------------- | ------------- | ------ | ----- | ---------- | ---------- |
| Loena Hendrickx | Női egyéni  | 70,09         | 7.            | 136,70 | 9.    | 206,79     | 8.         |

## Rövidpályás gyorskorcsolya
Férfi
| Versenyző    | Versenyszám | Előfutam | Előfutam | Negyeddöntő | Negyeddöntő | Elődöntő | Elődöntő | B döntő  | B döntő | Döntő   | Döntő   | Helyezés    |
| Versenyző    | Versenyszám | Idő      | Hely.    | Idő         | Hely.       | Idő      | Hely.    | Idő      | Hely.   | Idő     | Hely.   | Helyezés    |
| ------------ | ----------- | -------- | -------- | ----------- | ----------- | -------- | -------- | -------- | ------- | ------- | ------- | ----------- |
| Stijn Desmet | 500 m       | 40,585   | 3.       | 40,718      | 4.          | kiesett  | kiesett  | kiesett  | kiesett | kiesett | kiesett | 14.         |
| Stijn Desmet | 1000 m      | kizárták | kizárták | kiesett     | kiesett     | kiesett  | kiesett  | kiesett  | kiesett | kiesett | kiesett | helyezetlen |
| Stijn Desmet | 1500 m      |          |          | 2:19,112    | 3.          | 2:11,169 | 5.       | 2:18,278 | 3.      |         |         | 13.         |

Női
| Versenyző    | Versenyszám | Előfutam | Előfutam | Negyeddöntő | Negyeddöntő | Elődöntő    | Elődöntő | B döntő | B döntő | Döntő    | Döntő | Helyezés                 |
| Versenyző    | Versenyszám | Idő      | Hely.    | Idő         | Hely.       | Idő         | Hely.    | Idő     | Hely.   | Idő      | Hely. | Helyezés                 |
| ------------ | ----------- | -------- | -------- | ----------- | ----------- | ----------- | -------- | ------- | ------- | -------- | ----- | ------------------------ |
| Hanne Desmet | 500 m       | 43,702   | 3.       | 42,991      | 2.          | 55,304 ADVA | 4.       |         |         | 42,941   | 5.    | 5.                       |
| Hanne Desmet | 1000 m      | 1:27,836 | 2.       | 1:29,388    | 2.          | 1:28,166    | 2.       |         |         | 1:28,928 | 3.    | 3. helyezett, bronzérmes |
| Hanne Desmet | 1500 m      |          |          | 2:18,931    | 2.          | 2:19,001    | 2.       |         |         | 2:18,711 | 4.    | 4.                       |

## Sífutás
Távolsági
Férfi
| Versenyző        | Versenyszám | Klasszikus | Klasszikus | Szabad     | Szabad     | Összesen   | Összesen |
| Versenyző        | Versenyszám | Idő        | Hely.      | Idő        | Hely.      | Idő        | Helyezés |
| ---------------- | ----------- | ---------- | ---------- | ---------- | ---------- | ---------- | -------- |
| Thibaut De Marre | 15 km       |            |            |            |            | 42:56,7    | 59.      |
| Thibaut De Marre | 30 km       | 44:40,8    | 56.        | lekörözték | lekörözték | lekörözték | 54.      |
| Thibaut De Marre | 50 km       |            |            |            |            | 1:19:53,8  | 47.      |

Sprint
| Versenyző        | Versenyszám         | Selejtező | Selejtező | Negyeddöntő | Negyeddöntő | Elődöntő | Elődöntő | Döntő   | Helyezés |
| Versenyző        | Versenyszám         | Idő       | Hely.     | Idő         | Hely.       | Idő      | Hely.    | Idő     | Helyezés |
| ---------------- | ------------------- | --------- | --------- | ----------- | ----------- | -------- | -------- | ------- | -------- |
| Thibaut de Marre | Férfi egyéni sprint | 3:10,66   | 76.       | kiesett     | kiesett     | kiesett  | kiesett  | kiesett | 76.      |

## Snowboard
Akrobatika
Női
| Versenyző | Versenyszám | Selejtező | Selejtező | Selejtező | Selejtező     | Selejtező | Döntő    | Döntő    | Döntő    | Döntő         | Helyezés |
| Versenyző | Versenyszám | 1. futam  | 2. futam  | 3. futam  | Jobb eredmény | Hely.     | 1. futam | 2. futam | 3. futam | Jobb eredmény | Helyezés |
| --------- | ----------- | --------- | --------- | --------- | ------------- | --------- | -------- | -------- | -------- | ------------- | -------- |
| Evy Poppe | Big air     | 44,00     | 60,75     | 21,00     | 81,75         | 24.       | kiesett  | kiesett  | kiesett  | kiesett       | 24.      |
| Evy Poppe | Slopestyle  | 47,08     | 56,80     |           | 56,80         | 14.       | kiesett  | kiesett  | kiesett  | kiesett       | 14.      |

## Szkeleton
| Versenyző     | Versenyszám | 1. futam | 1. futam | 2. futam | 2. futam | 3. futam | 3. futam | 4. futam | 4. futam | Összesítés | Összesítés |
| Versenyző     | Versenyszám | Idő      | Hely.    | Idő      | Hely.    | Idő      | Hely.    | Idő      | Hely.    | Idő        | Helyezés   |
| ------------- | ----------- | -------- | -------- | -------- | -------- | -------- | -------- | -------- | -------- | ---------- | ---------- |
| Kim Meylemans | Női         | 1:02,35  | =6.      | 1:02,92  | 12.      | 1:02,34  | 11.      | 1:03,73  | 20.      | 4:11,34    | 18.        |